# Teatre d'Òstia

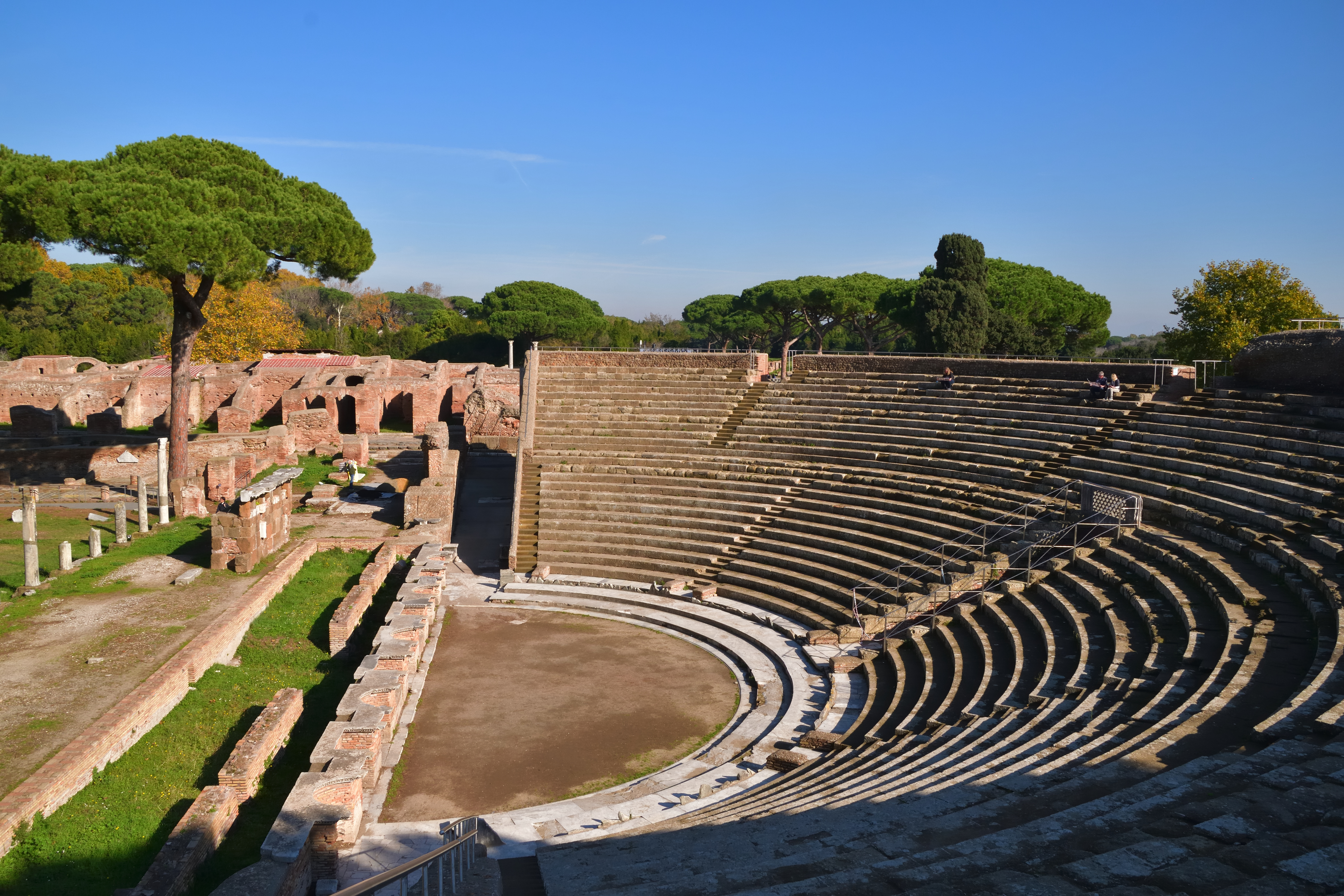
El teatre d'Òstia

El teatre romà d'Òstia, a Itàlia, va ser construït en època d'August, al segle I ae, i remodelat a la fi del segle ii. Va ser aixecat en una zona que durant l'etapa republicana havia estat utilitzada públicament pel pretor urbà de Roma al llarg del riu Tíber, a l'est de les muralles del castrum republicà. En el període august l'edifici va tenir capacitat per a 3.000 espectadors, i arribarien a 4.000 després de la remodelació.

## Història

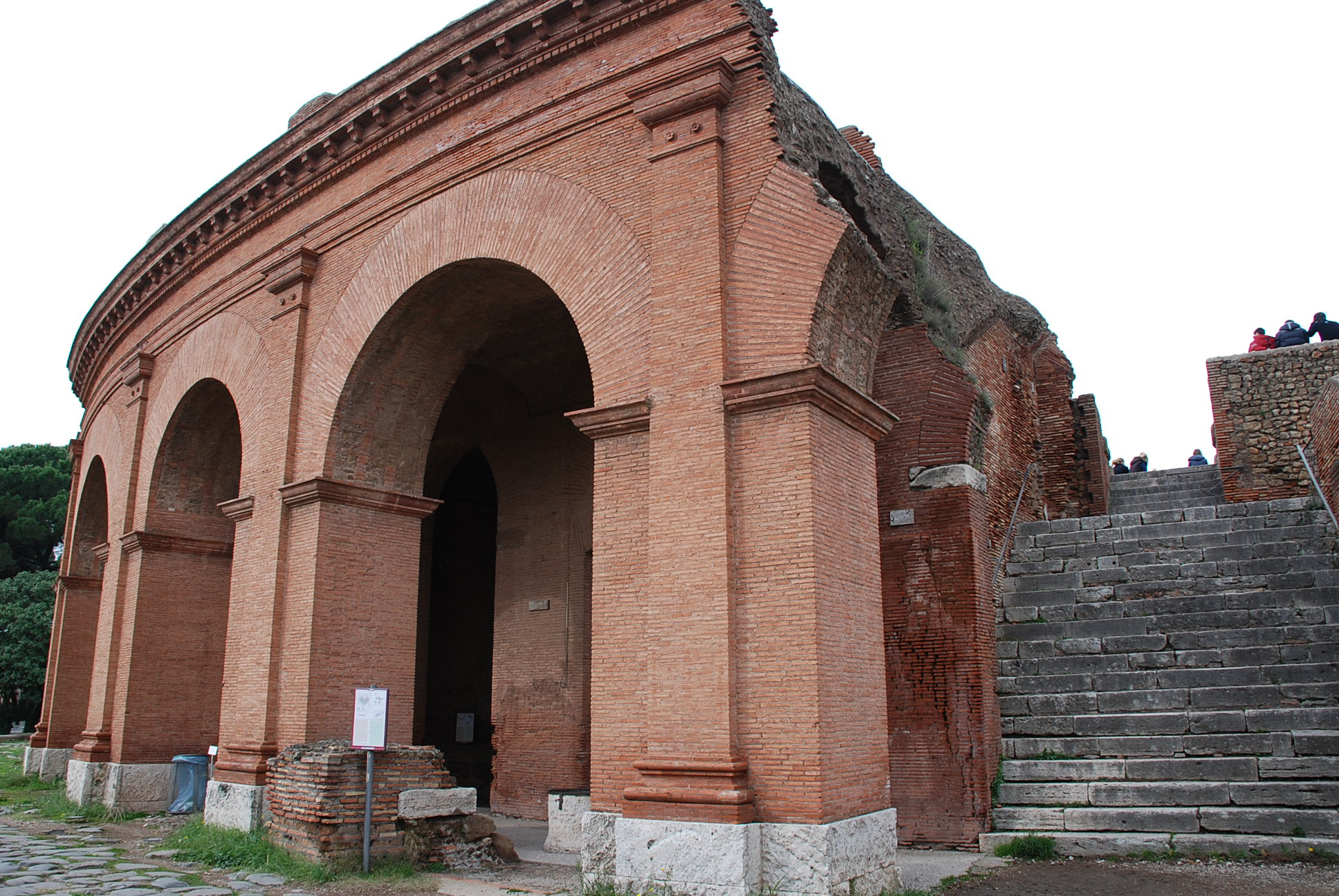
Façana del teatre al costat del decumanus

Es construí entre els anys 19 i 12 ae per patronatge de Marc Vipsani Agripa, amic i gendre de l'emperador August, tal com es pot llegir en els fragments de la inscripció dedicatòria de la primera fase trobada en l'excavació. Es va erigir emprant opus reticulatum (maons romboïdals) i opus quadratum (carreus regulars) de tova volcànica al pòrtic i façana. Es trobava al costat de la placeta de les Corporacions, que quedava darrere de l'escena.
Temps després, va sofrir alteracions en l'escena, que fou reconstruïda amb més alçada cap a mitjan segle I de, i més tard, en època d'Adrià (primera meitat del segle II de). A la fi del segle II va ser novament restaurat i ampliat amb maó. Altres fragments d'una segona inscripció trobada al prosceni, datada del 196 de, n'atribueixen la reconstrucció a Septimi Sever i Caracal·la, encara que els segells dels maons indiquen que les obres havien començat regnant Còmmode.
Cap a l'ocàs del segle IV el teatre, el remodelà el prefecte de l'aprovisionament (Præfectus annonæ) Ragoni Vincenzi Celsi, que hi va construir un sistema hidràulic que permetia negar l'orchestra i realitzar espectacles aquàtics en aquesta zona. Entre finals del segle v i inicis del VI els arcs del primer ordre van ser tapiats per transformar el teatre en una fortalesa defensiva.
L'edifici va ser excavat des de 1880 fins a començaments del segle xx, i al 1927 va ser profundament restaurat. En l'actualitat acull espectacles teatrals i actuacions.

## Galeria d'imatges

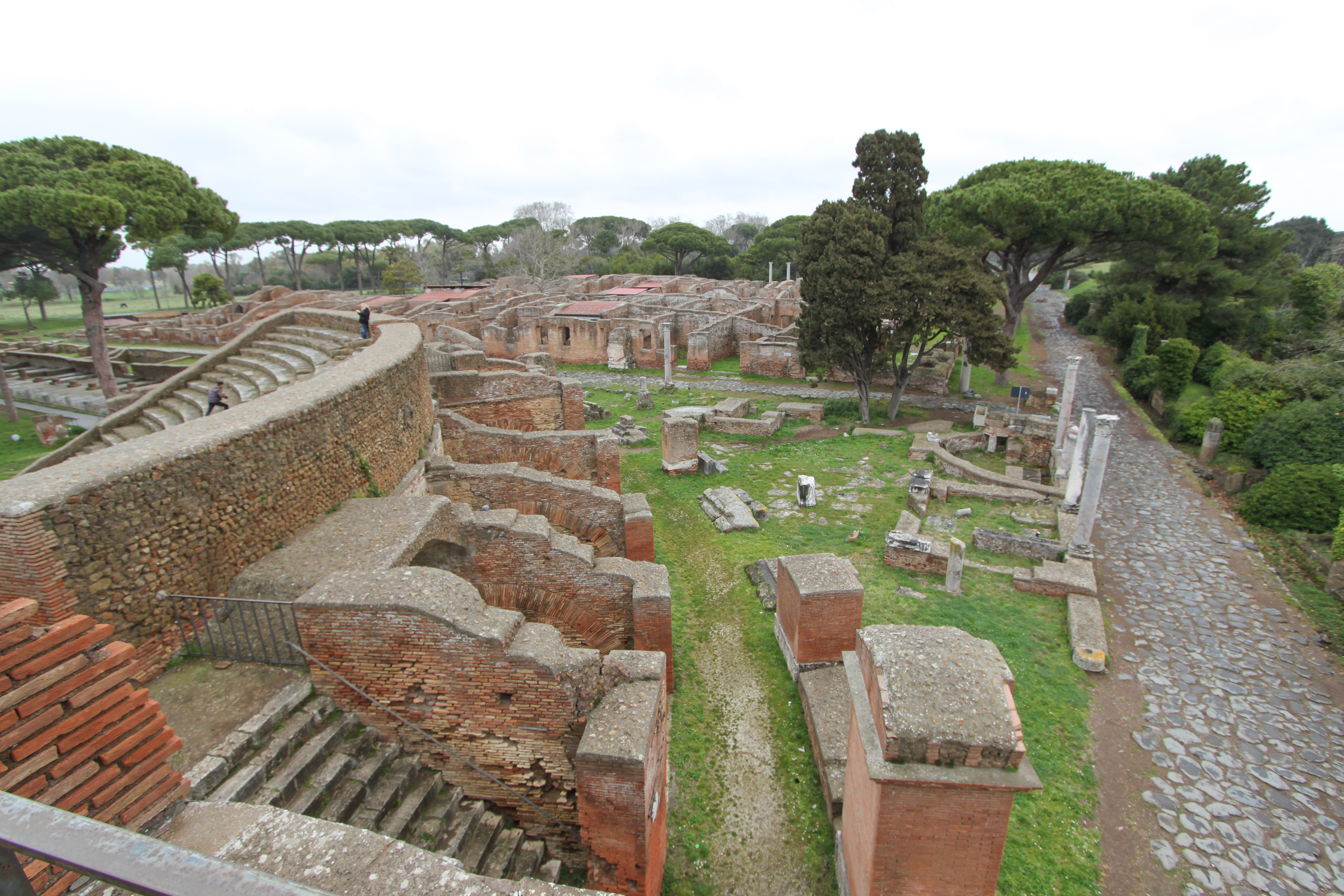
Fonaments de la càvea
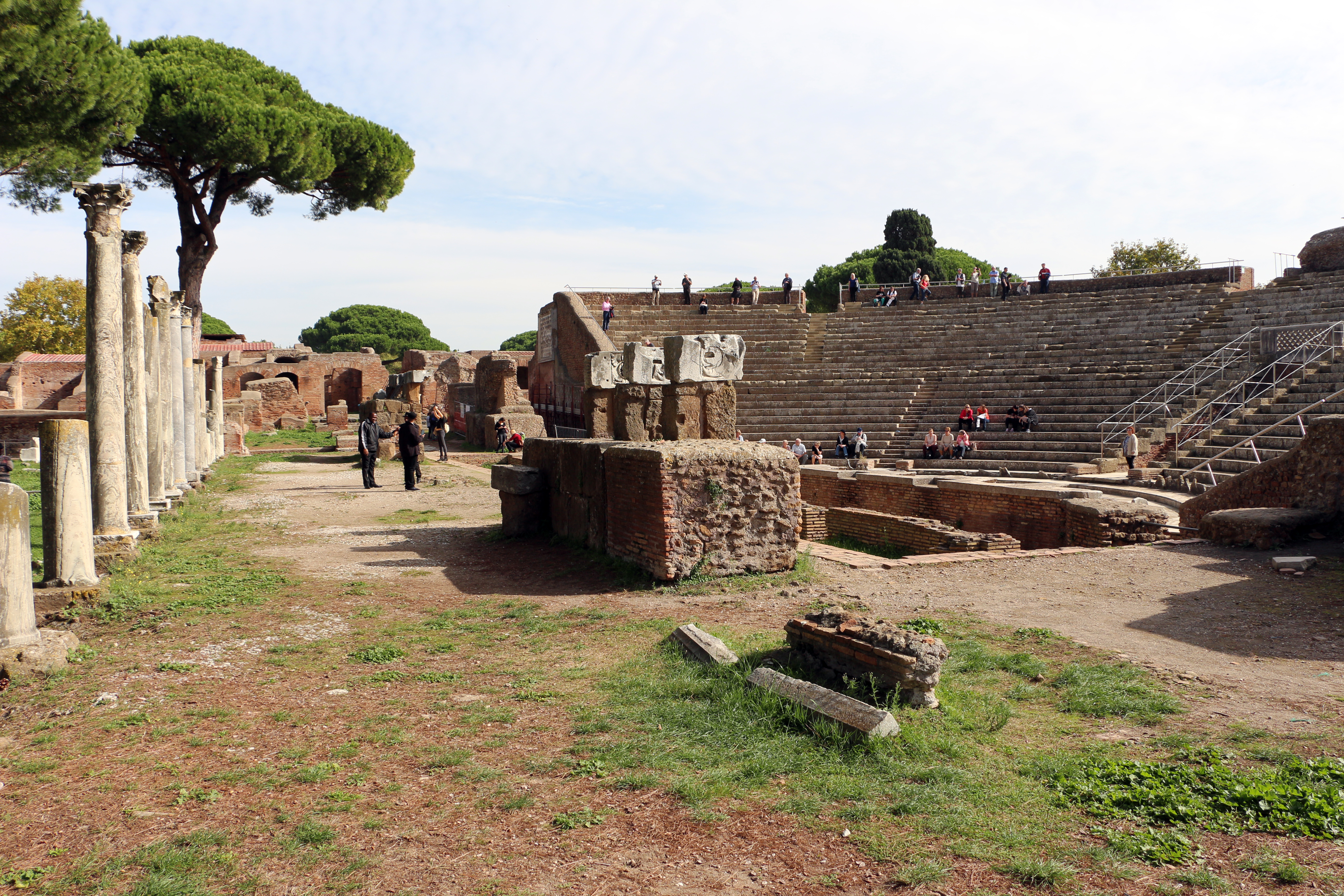
L'escena, gairebé desapareguda
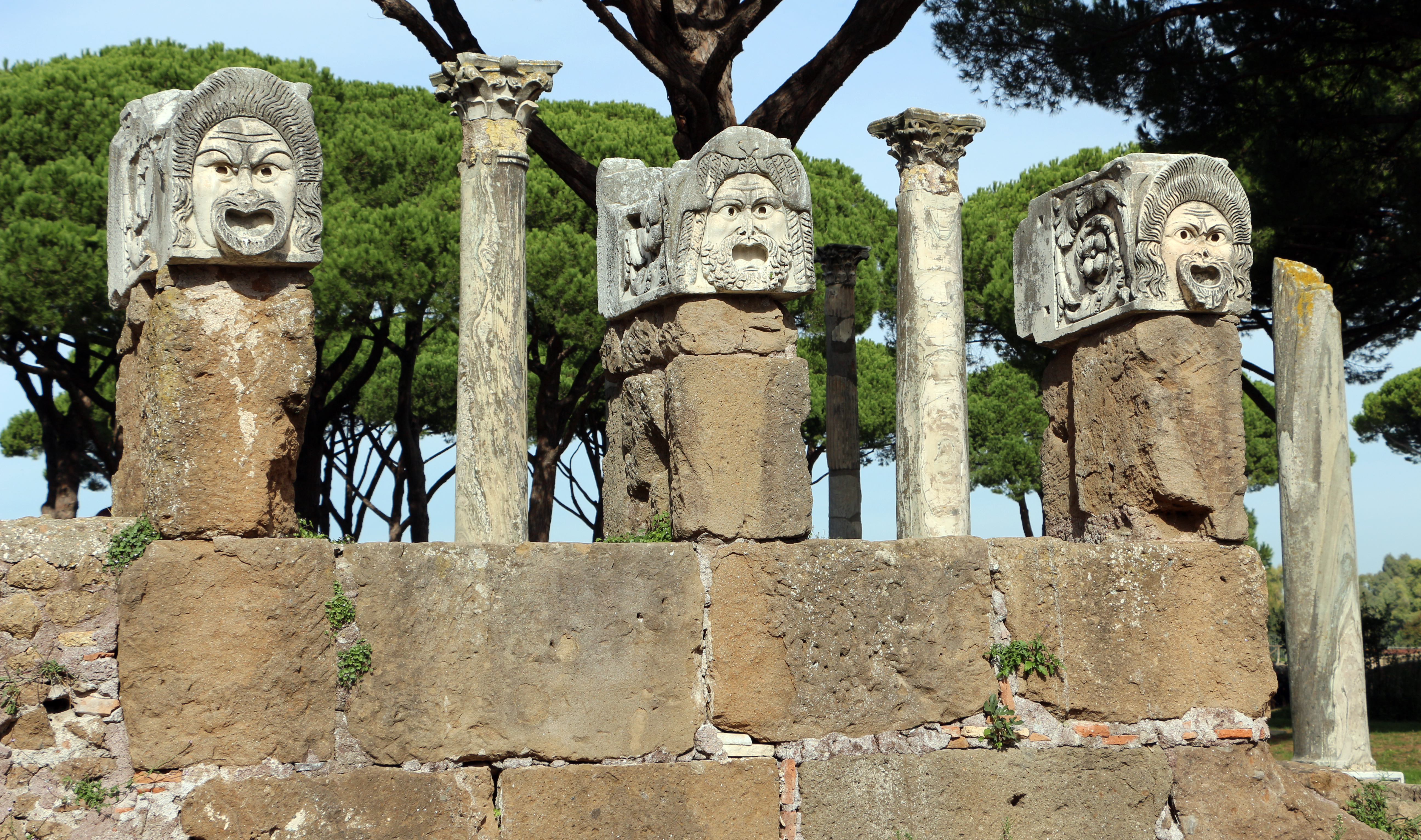
Relleus de màscares teatrals en l'escena
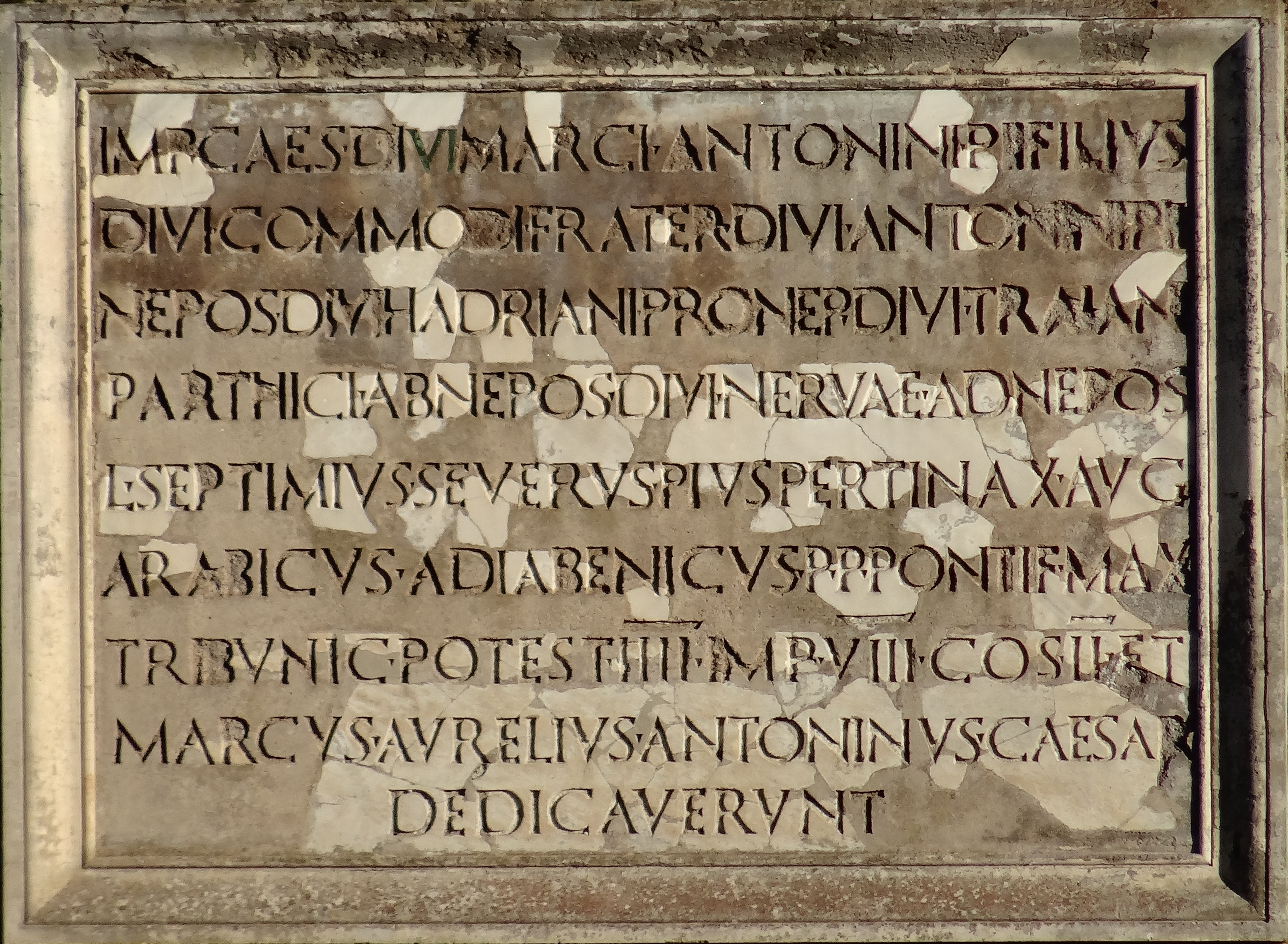
Dedicatòria de la reconstrucció de Septimi Sever i Caracal·la
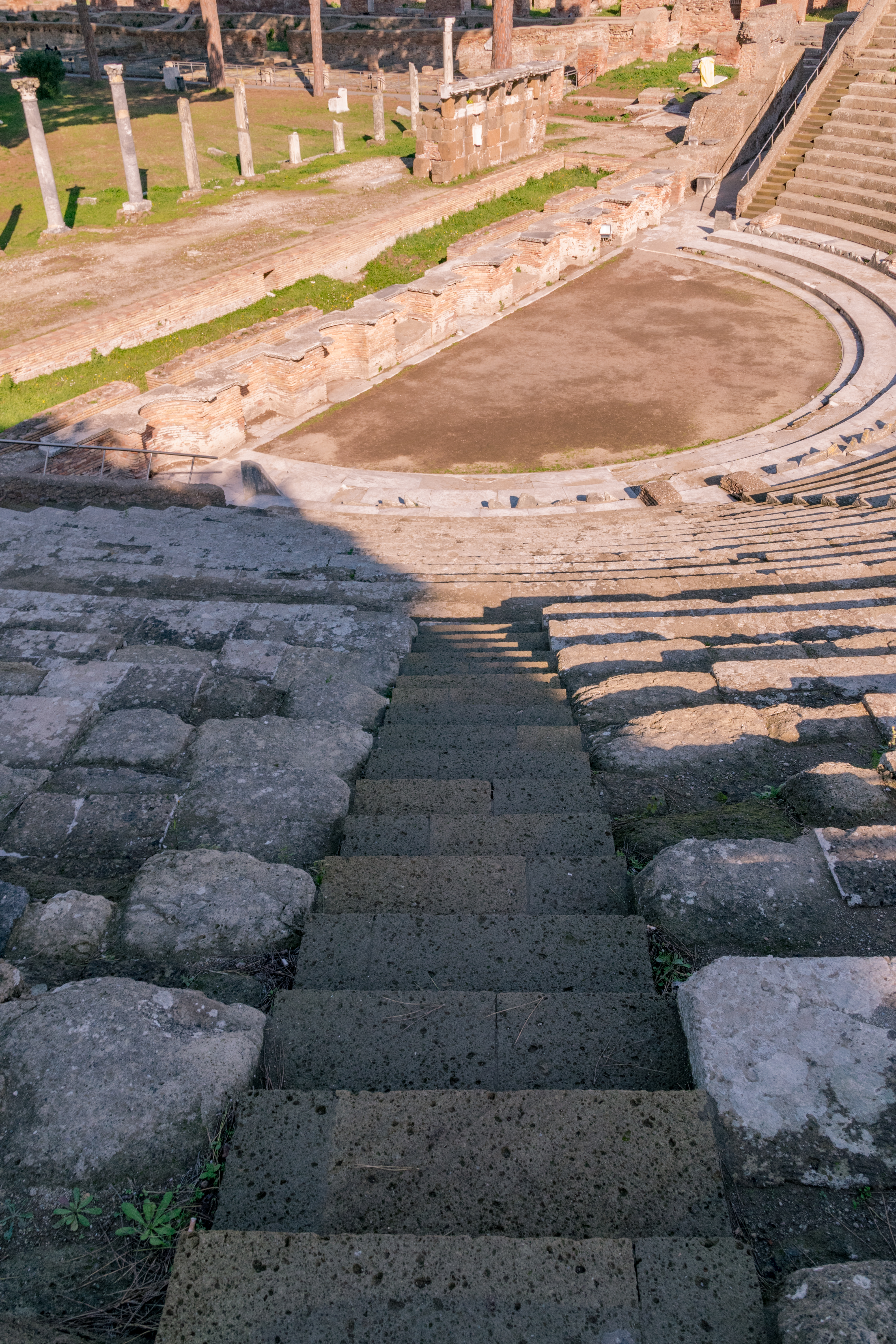
Escala de la càvea